# Minouche Barelli
Minouche Barelli: (nome verdadeiro: Mary-Pierre Barelli, (Paris, 13 de dezembro de 1947 - 20 de fevereiro de 2004) foi uma cantora francesa que ficou conhecida internacionalmente por ter representado o Mónaco no Festival Eurovisão da Canção 1967. 
Barelli nasceu em Paris, filha da cantora Lucienne Delyle e do músico de jazz Aimé Barelli.  Em 1967, representou o Mónaco com a canção Boum-Badaboum, escrita por  Serge Gainsbourg, e orquestrada pelo seu pai. A canção terminou em quinto lugar. 
In 1980,  Barelli, fez parte das eliminatórias para representar a França no Festival Eurovisão da Canção 1980 com a canção  "Viens dans ma farandole", que terminaria apenas em sexto lugar numa semi-final, tendo sido eliminada da final. 
Barelli foi durante muito tempo anunciante da Radio Montmartre, tornou-se cidadã monegasca em 2002, tendo falecido naquele principado em  20 de fevereiro de  2004, com 56 anos.